# Jonas Jerebko
Jonas Christopher Jerebko (ur. 2 marca 1987 w Kinnie) – szwedzki koszykarz występujący na pozycji niskiego lub silnego skrzydłowego, reprezentant Szwecji, mistrz tego kraju z 2007, obecnie zawodnik Chimek Moskwa. 
Został pierwszym szwedzkim koszykarzem, który wystąpił w meczu ligi NBA.

## Życiorys

### Kariera klubowa

#### Występy w klubach europejskich (do 2009)
Karierę juniorską rozpoczynał w szwedzkim klubie Borås Basket. W sezonie 2004/2005 został zawodnikiem zespołu Marbo Basket występującego wówczas w szwedzkiej drugiej lidze. Z klubem tym sezon później wygrał rozgrywki ligowe, jednocześnie zostając wybranym najlepszym zawodnikiem rozgrywek i zdobywając średnio 20 punktów i 11 zbiórek w meczu.
Przed sezonem 2006/2007 podpisał dwuletni kontrakt z drużyną Plannja Basket Luleå. W debiutanckim sezonie w Szwedzkiej Lidze Koszykówki wraz z zespołem zdobył mistrzostwo kraju. Ponadto indywidualnie zdobywał średnio 10 punktów i zbierał 5 piłek w meczu, został także nagrodzony tytułem Debiutanta Roku.
Po zakończeniu rozgrywek profesjonalny kontrakt zaoferował mu Real Madryt, jednak ostatecznie w lipcu 2007 roku Jonas Jerebko został zawodnikiem, występującego w rozgrywkach Lega Basket A, zespołu Angelico Biella, podpisując z tym klubem trzyletni kontrakt. W ciągu dwóch sezonów w tym klubie, będąc podstawowym graczem drużyny, rozegrał 73 spotkania ligowe, zdobywając w sumie 527 punktów i 321 zbiórek.

#### Kariera w Stanach Zjednoczonych (od 2009)
W 2006 roku Jonas Jerebko otrzymał ofertę studiów na Uniwersytecie Buffalo, gdzie mógłby występować w rozgrywkach dywizji I NCAA. Ostatecznie odrzucił tę propozycję i postanowił kontynuować swoją karierę w Europie. 2 lata później miał wziąć udział w drafcie do ligi NBA, jednak się wycofał.
W drafcie ostatecznie wziął udział w roku 2009. Przed jego przeprowadzeniem był uznawany za jednego z najbardziej uzdolnionych zawodników grających wówczas w Europie, którzy mieli wziąć udział w drafcie. Przewidywano, że zostanie wybrany przez Minnesotę Timberwolves z numerem 28. Ostatecznie jednak został wybrany z numerem 39 przez Detroit Pistons, z którym podpisał dwuletni kontrakt wart 457 tysięcy dolarów amerykańskich rocznie. W ciągu przygotowań do debiutanckiego sezonu wystąpił w 7 oficjalnych meczach przedsezonowych. W trakcie spotkania przeciwko Miami Heat uderzył w twarz Jamaala Magloire'a, za co został ukarany zawieszeniem na jeden mecz sezonu zasadniczego. W pierwszym sezonie w NBA, będąc podstawowym zawodnikiem drużyny, wystąpił w 80 meczach zdobywając w sumie 741 punktów i notując 478 zbiórek. W lutym 2010 roku został wybrany Debiutantem Miesiąca Konferencji Wschodniej, a po zakończeniu sezonu wybrano go do drugiej piątki najlepszych debiutantów.
W październiku 2010, w czasie meczu przedsezonowego przeciwko Miami Heat, doznał poważnej kontuzji ścięgna Achillesa prawej nogi, w wyniku której nie mógł wystąpić w żadnym spotkaniu sezonu 2010/2011.
Pod koniec czerwca 2011, tuż przed rozpoczęciem rynku wolnych agentów, Jonas Jerebko, z racji kończącego się kontraktu, otrzymał status zastrzeżonego wolnego agenta. Po rozpoczęciu lokautu w NBA latem 2011 roku otrzymał ofertę ze swojego byłego klubu, Angelico Biella, jednak nie zdecydował się jej przyjąć, chcąc po kontuzji odpowiednio przygotować się do sezonu. Po zakończeniu lokautu w grudniu 2011 roku podpisał nowy, czteroletni kontrakt z Detroit Pistons, w ramach którego zarobi około 16 milionów dolarów.
17 lipca 2017 podpisał umowę z Utah Jazz. 7 lipca 2018 został zwolniony. 12 lipca 2018 został zawodnikiem Golden State Warriors.

### Kariera reprezentacyjna
Jonas Jerebko reprezentował Szwecję w dwóch kategoriach juniorskich: do lat 18 i do lat 20. W tej pierwszej wystąpił w Mistrzostwach Europy U-18 w Koszykówce Mężczyzn 2005, gdzie w 7 meczach zdobył w sumie 52 punkty i 57 zbiórek. Z kolei w reprezentacji do lat 20 wystąpił w dwóch turniejach finałowych mistrzostw Europy do lat 20: w 2006 roku zdobył w sumie 89 punktów i 51 zbiórek, a rok później w 7 meczach zgromadził w sumie 136 punktów i 75 zbiórek, będąc najlepszym zawodnikiem swojej reprezentacji.
Ponadto wielokrotnie występował w meczach seniorskiej reprezentacji Szwecji, biorąc udział między innymi w turnieju dywizji B mistrzostw Europy w 2009 roku.

## Osiągnięcia
Stan na 17 lutego 2020, na podstawie, o ile nie zaznaczono inaczej.
NBA
- Wicemistrz NBA (2019)
- Zaliczony do II składu debiutantów NBA (2010)[26]
- Uczestnik Rising Stars Challenge (2010)
- Debiutant miesiąca NBA (luty 2010)

Drużynowe
- Mistrz:
  - Szwecji (2007)[27]
  - II ligi szwedzkiej (2006)[28]

Indywidualne
- Najlepszy nowo przybyły zawodnik ligi szwedzkiej (2007 według eurobasket.com)[27]
- Uczestnik meczu gwiazd VTB (2020)[29]

Reprezentacja
- Uczestnik 
  - Eurobasketu (2013 – 13. miejsce)
  - mistrzostw Europy dywizji B:
    - 2009
    - U–20 (2006, 2007)
    - U–18 (2005)